# Аборты на Украине
Аборты на Украине являются законной медицинской практикой в течение первых 12 недель беременности, если её прерывание происходит с согласия женщины в официальных медицинских учреждениях страны.
В целом ситуация с абортами на Украине характеризуется экспертным сообществом как неоднозначная. Многие исследователи заявляют о стабильном снижении общего количества абортов на Украине, однако точность этих данных вызывает серьёзные сомнения. Тем не менее, распространённость практики абортов в стране остаётся весьма высокой и они продолжают оставаться одним из заметных факторов материнской смертности. Особенно негативная ситуация с абортами сложилась среди украинских подростков в возрасте до 18 лет. Помимо этого, много вопросов вызывает низкое качество предоставления услуг по прерыванию беременности в публичном секторе украинской системы здравоохранения. Как заключил журнал World Policy, сомнительное состояние дел с абортами отягощает положение украинских женщин в обществе в дополнение к общей экономической неразберихе, безработице (см. безработица на Украине), росту сексуального насилия (см. насилие над женщинами на Украине) и продолжающемуся вооружённому конфликту на востоке страны.

## История
История законодательства об абортах на Украине начинается с декретов Владимира Ленина, считавшего право на аборт одним из базовых прав женщин, которые должны всегда иметь возможность отказаться от нежелательного ребёнка. Однако с приходом к власти Иосифа Сталина отношение советского правительства к данному явлению изменилось и было подписано постановление от 27 июня 1936 года «О запрещении абортов». Оно установило жёсткий запрет на осуществление искусственного прерывания беременности во всех случаях, кроме ряда исключительных обстоятельств: угроза жизни матери при родах, наследственные заболевания и т. п. За подпольное осуществление аборта вне стен учреждений здравоохранения на беременную женщину накладывался штраф до 300 рублей, а медицинским работникам полагался тюремный срок от одного до двух лет заключения. Такое решение было продиктовано стремлением способствовать росту населения и предположением, что увеличение населения страны являлся одним из стимулов для экономического развития общества.
23 ноября 1955 года после смерти Сталина советское министерство здравоохранения снова декриминализовало практику абортов, несмотря на то, что господствующая идеология рассматривала заботу о ребёнке как основную миссию советских женщин. Новое законодательство разрешало выполнение аборта в течение первых 12 недель беременности, если они выполнялись в учреждениях системы здравоохранения. Подпольное прерывание беременности по-прежнему преследовалось уголовным законодательством.
В 1982 году новое постановление правительства СССР разрешило выполнение абортов на сроке до 28 недель, если они позволяли предотвратить нежелательные последствия для здоровья женщины. 31 декабря 1987 года вышел указ, расширяющий спектр немедицинских показаний, при которых допускалось прерывать беременность. Среди них была беременность из-за изнасилования, инвалидность будущего ребёнка, развод в процессе беременности и другие причины.

## Текущая ситуация
После получения страной независимости уровень абортов в стране оставался весьма высоким, в основном из-за недостаточной осведомлённости населения и неэффективной службы планирования семьи. По данным на 1995 год количество абортов на Украине в 4 раза превосходило количество абортов в США. В 1999 году не менее 40 % всех украинских женщин в возрасте от 15 до 44 лет как минимум один раз в жизни совершали аборт, а 18 % делали его дважды. По информации на 2003 год в масштабах страны украинское министерство здравоохранения зафиксировало соотношение абортов к успешным деторождениям, как 72,8 к 100.
Как было показано исследователями из Института демографических исследований Общества Макса Планка (Росток), Украина демонстрирует свою собственную модель перехода к демографии с низкой рождаемостью, которая во многом уникальна и ставит под сомнение традиционные представления о смене в обществе методов контрацепции с традиционных на современные. Быстрое снижение рождаемости на Украине (см. рождаемость на Украине) в 1990-х годах связывают прежде всего с совместным эффектом высокого количества абортов на душу населения и внедрением новых средств предохранения от нежелательной беременности.
Тем не менее, считается, что в связи с массовым проникновением в украинское общество современных контрацептивов количество абортов на душу населения значительно снизилось. Однако, неоднозначное качество противозачаточных препаратов на украинском рынке, значительная цена и неравномерное снабжение являются причинами того, что аборты продолжают оставаться одним из основных методов регулирования рождаемости на Украине. Более того, по распространённости современных средств контрацепции Украина уступает другим странам своего региона (России, Молдавии, Казахстану). Это повышает риск возникновения нежелательной беременности и её искусственного прерывания, которое в свою очередь может вызвать осложнения со здоровьем и проблемы с репродуктивными функциями.
За последние годы на Украине отметилось усиление общественных настроений против абортов, особенно среди религиозной части социума. В результате количество абортов несколько снизилось, однако, несмотря на это, уровень рождаемости (см. рождаемость на Украине) на Украине остаётся значительно ниже двух детей на одну женщину, что не позволяет даже осуществлять эффективное воспроизводство населения.